# Sztuka i Moda

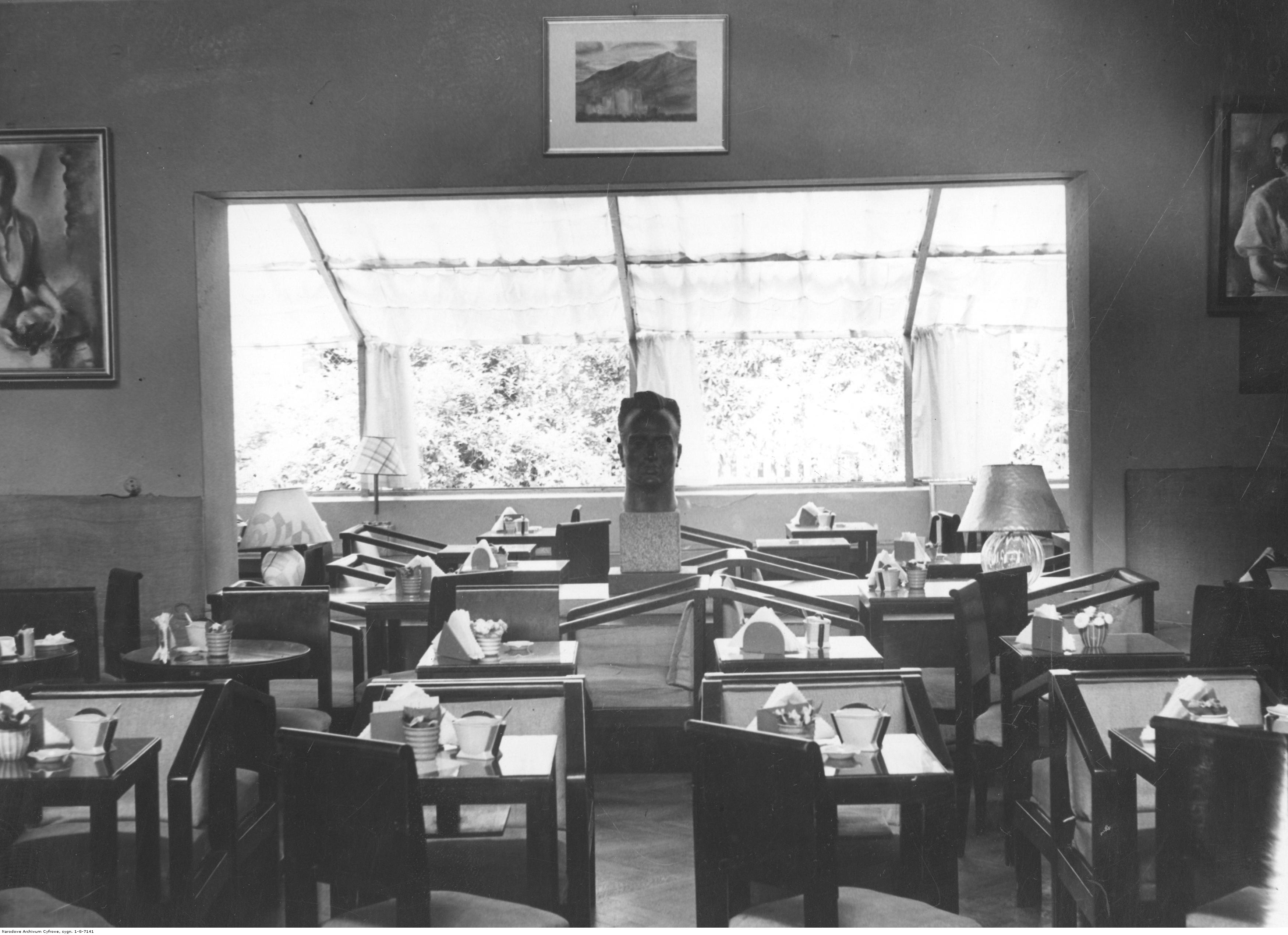
Wnętrze kawiarni SiM

Sztuka i Moda (SIM) – kawiarnia w Warszawie, działająca w latach 1932−1944.

## Opis
Założona w 1932 roku kawiarnia mieściła się przy ul. Królewskiej 11 we wnętrzu starej oranżerii pałacu Kronenberga (w miejscu, gdzie obecnie znajduje się hotel Sofitel Victoria). Założyła ją Zofia Arciszewska – pisarka, malarka, projektantka mody. Organizowano tam wystawy malarskie, pokazy mody, występy kabaretowe (kabaret Ścichapęk, 1937–1939), ale również np. konkursy i wystawy psów. Była miejscem, gdzie spotykali się artyści, literaci (np. Światopełk Karpiński). W okresie międzywojennym kawiarnia pełniła funkcję elitarnego salonu literacko-muzycznego. 
W czasie okupacji niemieckiej codziennie odbywały się w niej popołudniami i wieczorami koncerty z udziałem znanych muzyków. Od  1940 roku występował tutaj regularnie duet fortepianowy Witold Lutosławski i Andrzej Panufnik. Wykonywali swoje aranżacje utworów popularnych i klasycznych. Chociaż zakazane było publiczne wykonywanie muzyki polskiej, grano utwory np. Szymanowskiego, podając cenzurze inny repertuar. Pewnego dnia w czasie łapanki wywieziono wszystkich gości, a obaj pianiści uratowali się w ostatniej chwili z resztą personelu.